# Mike Beuttler
Mike Beuttler   (El Caire, 13 d'abril de 1940 - Los Angeles, 29 de desembre de 1988) va ser un pilot de curses automobilístiques britànic que va arribar a disputar curses de Fórmula 1.

## A la F1
Mike Beuttler va debutar a la sisena cursa de la temporada 1971 (la 22a temporada de la història) del campionat del món de la Fórmula 1, disputant el 17 de juliol del 1971 el GP de la Gran Bretanya al circuit de Silverstone.
Va participar en un total de vint-i-nou curses puntuables pel campionat de la F1, disputades en tres temporades consecutives (1971 - 1973) aconseguint un setè lloc com a millor classificació en una cursa i no assolí cap punt pel campionat del món de pilots.

## Vida personal
Sovint es descriu a Beuttler com el primer pilot de Fórmula 1 obertament gai. Tot i que se sap poc de la vida de Beuttler després de la seva carrera esportiva, se sap que es va traslladar als Estats Units, on va morir de complicacions derivades de la sida el 1988, a Los Angeles.

## Resultats a la Fórmula 1
| Any  | Equip                             | Xassís | Motor    | 1      | 2       | 3       | 4       | 5      | 6       | 7       | 8      | 9       | 10      | 11     | 12      | 13      | 14      | 15     | Posició | Punts |
| ---- | --------------------------------- | ------ | -------- | ------ | ------- | ------- | ------- | ------ | ------- | ------- | ------ | ------- | ------- | ------ | ------- | ------- | ------- | ------ | ------- | ----- |
| 1971 | Clarke-Mordaunt-Guthrie Racing    | March  | Cosworth | SUD    | ESP     | MON     | HOL     | FRA    | GBR Ret | ALE DSQ | AUT NC | ITA Ret |         |        |         |         |         |        | -       | 0     |
| 1971 | STP March                         | March  | Cosworth |        |         |         |         |        |         |         |        |         | CAN NC  | USA    |         |         |         |        | -       | 0     |
| 1972 | Clarke-Mordaunt-Guthrie Racing    | March  | Cosworth | ARG    | SUD     | ESP NVQ | FRA Ret | GBR 13 | MON 13  | HOL Ret | ALE 8  | AUT Ret | ITA 10  | CAN NC | USA 13  |         |         |        | -       | 0     |
| 1973 | Clarke-Mordaunt-Guthrie-Durlacher | March  | Cosworth | ARG 10 | BRA Ret | SUD NC  |         |        |         |         |        |         |         |        |         |         |         |        | -       | 0     |
| 1973 | Clarke-Mordaunt-Guthrie-Durlacher | March  | Cosworth |        |         |         | ESP 7   | BEL 11 | MON Ret | SUE 8   | FRA    | GBR 11  | HOL Ret | ALE 16 | AUT Ret | ITA Ret | CAN Ret | USA 10 | -       | 0     |

### Resum
| Curses: | Victòries: | Pòdiums: | Poles: | Voltes ràpides: | Punts: |
| ------- | ---------- | -------- | ------ | --------------- | ------ |
| 29      | 0          | 0        | 0      | 0               | 0      |